# Banaanachtervork

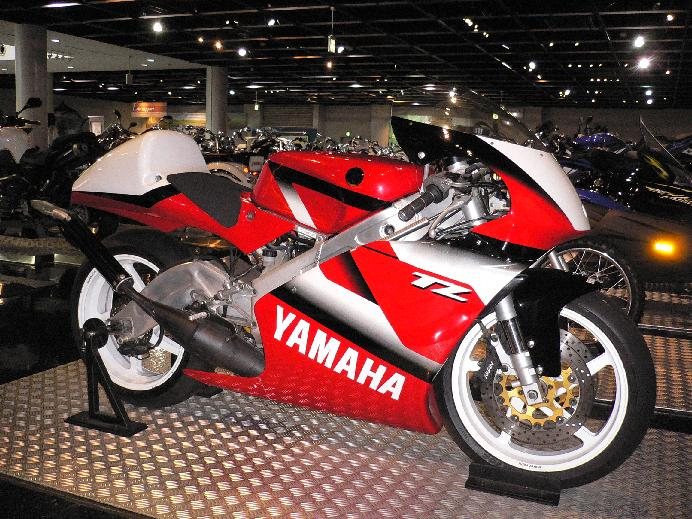
Banaanachtervork op een 250cc Yamaha-racemotor

Een banaanachtervork is een krom gevormde achterbrug van sportieve tweetakt-motorfietsen (meestal racers) om ruimte te maken voor de expansiepijpen (uitlaat).